# اورویل، اندر
اورویل، اندر (به فرانسوی: Orville) یک کمون در فرانسه است که در اندر واقع شده‌است. اورویل ۹٫۳۵ کیلومتر مربع مساحت و ۱۲۸ نفر جمعیت دارد و ۱۲۵ متر بالاتر از سطح دریا واقع شده‌است.